# Under the Radar Over the Top
Under the Radar Over the Top (с англ. — «Ниже линии радара, выше облаков») — четырнадцатый студийный альбом группы Scooter, вышел 2 октября 2009 года. Третий диск для группы в рамках «Четвёртой главы» творчества. Альбом стал лучшим в истории группы по месту, занятому в чартах продаж Германии — 2-е. До того рекорд принадлежал альбому No Time to Chill 1998 года (4-е место).

## Об альбоме
Under the Radar Over the Top вышел в трёх вариантах: Original, Limited Edition (CD+DVD, Box-Set) и Deluxe Vipfan-Box (CD+DVD, Box-Set).
Название альбома позаимствовано из названия статьи Алексиса Петридиса в газете The Guardian, посвящённой сенсационному успеху предыдущего альбома группы в Великобритании, Jumping All Over The World, когда пластинка получила платиновый статус в этой стране. Съёмки для обложки и буклета к альбому проводились в Берлине на горе Тойфельсберг, где находится заброшенная американская радиолокационная станция времён Холодной войны.
Во время съёмок клипа к «J’adore Hardcore» на Майорке лидер группы Эйч Пи Бакстер чудом избежал гибели. После ограбления его номера в гостинице, Бакстер обратился в полицию, где не оказалось сотрудников, владевших английским или немецким языком. Отправившись искать переводчика, музыкант зашёл в один из баров. Через некоторое время после его ухода в полицейском участке был совершён террористический акт, организованный баскской группировкой ЭТА. Двое полицейских погибли.

## Песни
- Мужской голос, говорящий по-русски, в начале трека «Stealth» принадлежит Юрию Норштейну — фрагмент, использованный в песне, был взят из интервью Норштейна Андрею Максимову в эфире телепрограммы «Ночной полёт» 13 марта 2007 года.[4] На вопрос ведущего о том, действительно ли российская мультипликация в настоящее время переживает подъём, Норштейн ответил буквально следующее:

— Знаете, я бы этого не сказал… То есть в смысле технологичности, в смысле массы фильмов — да, конечно. Появились деньги на всё это дело… Но на самом деле деньги не так легко даются и не на всё, что хотелось бы они даются…

- Женский вокал в сингле «J’adore Hardcore» (в переводе с фр. — «Я люблю хардкор») принадлежит одной из французских поклонниц группы с форума официального сайта www.scootertechno.com по имени Maddy. На развороте сингла ей выражается особая благодарность от группы.
- В песне «J’adore Hardcore» использованы семплы Planet Funk (сингл 2001 года «Chase The Sun», альбом 2002 года «Non Zero Sumness»), и композиций 2009 года: Activator («Lullaby») и The Pitcher («I Just Can’t Stop»).
- Женский вокал в сингле «Ti Sento» (в переводе с итал. — «Я тебя чувствую») принадлежит Антонелле Руджеро (итал. Antonella Ruggiero) — экс-солистке группы Matia Bazar, на одноимённую песню которых Scooter и создали кавер.
- В песне «State of Mind» использованы семплы из песни группы Within Temptation «Pale».
- В песне «Bit A Bad Boy» использованы семплы из песни «I Would Stay» нидерландской группы Krezip.
- В песне «The Sound Above My Hair» использованы семплы из хита «Wonderful Life» группы Black.
- В песне «See Your Smile» использован припев песни DJ Paul Elstak «Rainbow High In The Sky».
- Песня «Second Skin» является кавером на одноимённую песню группы The Chameleons.
- В песне Where the Beats... сэмплирует вступление и мелодию из версии Technoboy - Ti Sento, некоторые части сэмплируют Cold Rocking группы  Wildstylez & The Prophet,  мелодичный женский вокал и тексты очень похожи на версию Celtic Woman ирландской народной песни Carrickfergus (песня), хотя и с измененным текстом.
- В песне «Stuck On Replay» использован припев песни Лайонела Ричи «Stuck On You», за припевом следует мелодия, позаимствованная у DJ Phil Ty из трека «A Kay A».
- Песня «Stuck On Replay (Radio Edit)» являлась официальным гимном чемпионата мира по хоккею 2010 и воспроизводилась в перерывах и паузах матчей. Песни «Bit A Bad Boy», «Metropolis», «Ti Sento» так же воспроизводились при соответствующих моментах матчей: «Metropolis» — на церемонии открытия чемпионата, «Bit A Bad Boy» — при временном удалении игрока, «Ti Sento» — при забитии гола.

## Список композиций
Музыка, слова, аранжировка — Эйч Пи Бакстер, Рик Джордан, Михаэль Симон, Йенс Теле. Текст — Эйч Пи Бакстер.
1. Stealth (1:14) (Хитрость)
2. J’adore Hardcore (4:16) (Я обожаю хардкор)
3. Ti Sento (3:56) (Я чувствую тебя) feat.Antonella Ruggiero
4. State Of Mind (3:31) (Состояние ума)
5. Where The Beats… (3:54) (Там, где биты…)
6. Bit a Bad Boy (3:48) (Чуток плохой мальчик)
7. The Sound Above My Hair (4:38) (Звук над моими волосами)
8. See Your Smile (4:15) (Видеть твою улыбку)
9. Clic Clac (4:30) (Клик-клак)
10. Second Skin (5:55) (Второй облик)
11. Stuck On Replay (3:12) (Застрял на повторе)
12. Metropolis (5:38) (Метрополис)

## VIP-Fan box
Вышла вторая версия альбома, VIP-Fan box. В неё вошли помимо основного дополнительный CD с избранными песнями, озаглавленный как The Dark Side Of Scooter; DVD с отчётом о турне группы в различные страны мира, интервью и комментариями участников коллектива; медальон группы; флаг; карточка с автографами. В The Dark Side Of Scooter вошли следующие песни:
1. She’s The Sun (3:48) (Она — Солнце)
2. Take Me Baby (4:15) (Возьми меня, детка)
3. Frequent Traveller (3:37) (Постоянный путешественник)
4. Eyes Without A Face (3:19) (Глаза без лица)
5. Dancing In The Moonlight (4:33) (Танцуя в лунном свете)
6. Lass Uns Tanzen (3:42) (Давай потанцуем)
7. Stripped (Live) (4:21) (Обнаженная)
8. Sex Dwarf (4:18) (Сексуальный карлик)
9. Am Fenster (5:52) (У окна)
10. Marian (Version) (4:55) (Мариан (версия))

## Награды и места в чартах
- Германия —  Золото, 2
- Австрия — 15
- Венгрия — 38
- Швейцария — 51
- Великобритания — 62

## Синглы
14 августа 2009 года вышел первый сингл с будущего альбома — «J’adore Hardcore». Вторым синглом стал «Ti Sento», записанный совместно с Антонелло Руджеро и вышедший одновременно с альбомом 2 октября 2009 года. 27 ноября 2009 года вышел третий сингл — «The Sound Above My Hair», 12 марта 2010 года — четвёртый — «Stuck On Replay», одноименная песня с которого была выбрана официальным гимном чемпионата мира по хоккею 2010.
| Название                             | Трек-лист | Награды                                                       |
| ------------------------------------ | --- | ------------------------------------------------------------- |
| J’adore Hardcore (14.08.2009)        | CD single (2-track) 1. «J’adore Hardcore (Radio Edit)» (03:47) 2. «J’adore Hardcore (Extended Mix)» (05:39) CD single 1. «J’adore Hardcore (Radio Edit)» (03:47) 2. «J’adore Hardcore ('The Melbourne' Club Mix)» (05:51) 3. «J’adore Hardcore (Extended Mix)» (05:39) 4. «J’adore Hardcore (Megastylez Edit)» (03:19) 5. «Dushbag» (04:38) J'adore Hardcore(Promo) для Британии. 1. «Radio edit» (3:47) 2. «Extended mix» (5:39) 3. «Club Mix» (5:51) 4. «Megastylez remix» (6:02) 5. «Eric Chase remix» (5:50) | - Венгрия — 6 - Германия — 12 - Австрия — 16 - Швейцария — 90 |
| Ti Sento (02.10.2009)                | CD single (2-track) 1. «Ti Sento (Radio Edit)» (03:55) 2. «Ti Sento (Extended Mix)» (06:06) CD single 1. «Ti Sento (Radio Edit)» (03:55) 2. «Ti Sento (VIP Room Club Mix)» (05:18) 3. «Ti Sento (Extended Mix)» (06:06) 4. «Ti Sento (Lissat & Voltaxx Remix)» (04:22) 5. «Scarborough Reloaded» (03:50) Ti Sento (vinyl single) A1. «Ti Sento - VIP Room Club mix» (5:18) B2. «Ti Sento - Lissat & Voltaxx Remix» (7:44)* B2. «Ti Sento - Extended mix» (6:06)                                                  | - Венгрия — 5 - Германия — 10 - Австрия — 27 - Швейцария — 45 |
| The Sound Above My Hair (27.11.2009) | CD single (2-track) 1. «The Sound Above My Hair (Radio Edit)» (03:38) 2. «Lucullus» (04:40) Web release 1. «The Sound Above My Hair (Radio Edit)» (03:38) 2. «The Sound Above My Hair (Electro Mix)» (07:11) 3. «The Sound Above My Hair (Extended Version)» (06:39) 4. «Lucullus» (04:40) | - Германия — 38 - Австрия — 74                                |
| Stuck on Replay (12.03.2010)         | CD single (2-track) 1. «Stuck on Replay (Radio Edit)» (03:09) 2. «Stuck on Replay (Club Mix)» (03:25) CD single 1. «Stuck on Replay (Radio Edit)» (03:09) 2. «Stuck on Replay (Club Mix)» (03:25) 3. «Stuck on Replay (Extended Mix)» (03:49) 4. «P.U.C.K.» (03:56) 5. «Ti Sento» (03:55) 6. «Metropolis» (04:09) | - Германия — 34 - Австрия — 58                                |